# Ashton (Dakota du Sud)
Pour les articles homonymes, voir Ashton.
Ashton est une ville américaine située dans le comté de Spink, dans l'État du Dakota du Sud.
La ville est fondée en 1879 sur la James River. Elle doit probablement son nom à la ville anglaise d'Ashton. En 1881, le Milwaukee Railroad est construit quelques kilomètres au nord de la ville. Les habitants abandonnent alors progressivement Old Ashton pour rejoindre New Ashton, sur la ligne de chemin de fer.

## Démographie
Selon le recensement de 2010, elle compte 122 habitants. La municipalité s'étend sur 0,44 mille carré (1,14 km2).
| 1890 | 1900 | 1910 | 1920 | 1930 | 1940 |
| ---- | ---- | ---- | ---- | ---- | ---- |
| 359  | 274  | 430  | 372  | 314  | 240  |

| 1950 | 1960 | 1970 | 1980 | 1990 | 2000 |
| ---- | ---- | ---- | ---- | ---- | ---- |
| 222  | 182  | 137  | 154  | 148  | 152  |

| 2010 | - | - | - | - | - |
| ---- | - | - | - | - | - |
| 122  | - | - | - | - | - |